# Трофимчук, Михаил Игнатьевич
Михаил Игнатьевич Трофимчук (1922—1985) — генерал-лейтенант Советской Армии, участник Великой Отечественной войны, лауреат Ленинской премии.

## Биография

Могила Трофимчука на Лукьяновском военном кладбище Киева.

Михаил Трофимчук родился 27 февраля 1922 года в селе Сиваковцы (ныне — Липовецкий район Винницкой области Украины). Окончил десять классов школы. В 1939 году он был призван на службу в Рабоче-крестьянскую Красную Армию. Окончил Рязанское артиллерийское училище.
С начала Великой Отечественной войны Трофимчук находился в действующей армии, командовал артиллерийской батареей. 5 августа 1942 года Трофимчук был ранен в бою под Старой Руссой. Участвовал в боях на Северо-Западном и 2-м Прибалтийском фронтах, неоднократно отличался, получил несколько государственных наград.
После окончания войны Трофимчук продолжил службу в Советской Армии. Окончил Харьковскую военную артиллерийскую радиотехническую академию противовоздушной обороны. Служил на военных полигонах «Капустин Яр» и «Сары-Шаган». В 1966—1970 годах Трофимчук служил начальником военного полигона «Сары-Шаган». В 1966 году за активное участие в создании противоракетной системы «А» он был удостоен Ленинской премии. Избирался депутатом Верховного Совета Казахской ССР.
В 1970 году Трофимчук был назначен на должность начальника Киевского военного инженерно-радиотехнического технического училища противовоздушной обороны. За время его руководства училищем произошло полное переоснащение его технической, учебно-методической, учебно-полевой, научной баз, открыты новые кафедры и факультет. Значительное развитие получили научно-исследовательская и рационализаторская деятельностью. Кроме того, при активном участии Трофимчука были открыты музей училища и мемориал Героям Лютежского плацдарма.
В 1974 году Трофимчук в звании генерал-лейтенанта вышел в отставку. Проживал в Киеве. Умер 3 сентября 1985 года в госпитале имени Бурденко в Москве, похоронен на Лукьяновском военном кладбище Киева.

## Награды
Был награждён орденами Ленина, Красного Знамени, двумя орденами Отечественной войны 1-й степени, тремя орденами Красной Звезды и рядом медалей.